# Kleinmotorrad
Der Begriff Kleinmotorrad ist in Österreich und in der Schweiz gesetzlich geregelt. Er ist in Deutschland mit dem Begriff „Moped“ vergleichbar.

## Österreich
Kleinmotorrad ist in Österreich die Bezeichnung für ein einspuriges Kraftfahrzeug mit einem Hubraum von weniger als 50 cm³ ohne gesetzliche Beschränkung der Höchstgeschwindigkeit (im Gegensatz zum Motorfahrrad, für das eine Höchstgeschwindigkeit von 45 km/h gilt (Seit der Harmonisierung durch die EU, davor 40 km/h)).
Kleinmotorräder durften ab dem vollendeten 16. Lebensjahr mit den Führerscheinen AJ oder AK (ca. 1978 bis 30. Juni 1991) bzw. AK (1. Juli 1991 bis 31. Oktober 1997) gefahren werden. Mit dem Wegfallen der Klasse AJ nahm die Attraktivität stark ab. Im Führerscheingesetz 1997 war kein eigener Führerschein für diese Klasse mehr vorgesehen, wodurch Kleinmotorräder wie auch andere leichte Motorräder erst ab 18 gefahren werden durften, endgültig an Attraktivität einbüßten und vom Markt verschwanden. Existierende Kleinmotorräder sind aber weiterhin als solche zulassungsfähig und nutzbar. Die Kleinmotorräder entsprechen den deutschen Kleinkrafträdern der 1970er Jahre.

### Kennzeichen
Die Kennzeichen der Kleinmotorräder waren anfangs ident mit denen der übrigen Motorräder. Da Kleinmotorräder aber keine Autobahnen benutzen durften, wurde kurz nach Einführung ein dicker oranger Streifen am unteren Ende des Kennzeichens eingeführt, um sie von Motorrädern mit mehr Hubraum zu unterscheiden. Die Kleinmotorradkennzeichen ohne diesen Streifen blieben aber weiterhin gültig. Ab 1. Jänner 1990 wurden weiße zweizeilige Kennzeichen mit der Größe 250 mm × 200 mm ausgegeben. Ab 2007 werden für Kleinmotorräder ganze normale Motorradkennzeichen mit der Größe 210 mm × 170 mm ausgegeben.

### Führerscheinklasse
Zum Führen eines Kleinmotorrades war entweder ein Führerschein mit der Klasse A, AJ oder AK nötig. Die Klasse A war erst ab 18 Jahre zugänglich, die Klassen AJ und AK waren auf Kleinmotorräder beschränkt und bereits ab 16 Jahren zugänglich. Die Klasse AJ war bis zum Erreichen des 18ten Lebensjahres auf  maximal 50 Kubikzentimeter beschränkt, die Klasse AK war auf maximal 50 Kubikzentimeter beschränkt (ohne zeitliche Beschränkung). Alle, die einmal den AJ gemacht hatten, haben also inzwischen die Klasse A. Wer AK auf den Führerschein im Scheckkartenformat umschreiben lässt bekommt Klasse A mit dem Code 79 erteilt.

## Schweiz
In der Schweiz ist ein Kleinmotorrad definiert als zwei- oder dreirädriges Motorfahrzeug mit einer maximalen Höchstgeschwindigkeit von 45 km/h, einer maximalen Motorleistung von 4 kW und einem maximalen Hubraum von 50 cm3; bei dreirädrigen Motorfahrzeugen darf das Gewicht 0,27 t nicht übersteigen. Ebenfalls zu den Kleinmotorrädern werden Elektro-Rikschas gezählt; deren Gewicht darf 0,27 t ebenfalls nicht übersteigen. Bei Elektro-Rikschas ohne Tretunterstützung gilt eine maximale Höchstgeschwindigkeit von 20 km/h, bei solchen mit Tretunterstützung muss sich der Elektromotor bei 25 km/h ausschalten.
Zum Führen eines Kleinmotorrads ist ein Führerausweis der Kategorie A1 und ein gelbes Kontrollschild erforderlich. Das Mindestalter zum Führen eines Kleinmotorrads beträgt 15 Jahre.